# Callionymus ogilbyi
Callionymus ogilbyi es una especie de peces de la familia Callionymidae en el orden de los Perciformes.

## Distribución geográfica
Se encuentran en Nueva Gales del Sur (Australia).